# William Hayman Cummings
William Hayman Cummings, född 22 augusti 1822 i Sidbury nära Sidmouth, Devon, död 10 juni 1915, var en brittisk sångare, dirigent och musikhistoriker.
Cummings började sin bana som sångare, var en tid sånglärare vid Royal Academy of Music samt därefter dirigent. Han har dessutom framträtt som förtjänstfull musikhistorisk författare med bland annat Purcell (1881) och som tonsättare med andliga körverk.